# Mike Newell (regisseur)
Mike Newell (St Albans, 28 maart 1942) is een Engels regisseur en producent van films en televisieprogramma's. Newell won in 1994 de BAFTA Award in de categorie Beste Regie voor de film Four Weddings and a Funeral.

## Filmografie
- The Man in the Iron Mask (1977)
- The Awakening (1980)
- Bad Blood (1981)
- Dance with a Stranger (1985)
- The Good Father (1985)
- Amazing Grace and Chuck (1987)
- Soursweet (1988)
- Enchanted April (1992)
- Into the West (1992)
- The Young Indiana Jones Chronicles (1993)
  - "Istanbul, september 1918"
  - "Florence, mei 1908"
- Four Weddings and a Funeral (1994)
- An Awfully Big Adventure (1995)
- Donnie Brasco (1997)
- Pushing Tin (1999)
- Mona Lisa Smile (2003)
- Harry Potter en de Vuurbeker (2005)
- Love in the Time of Cholera (2007)
- Prince of Persia: The Sands of Time (2010)
- Great Expectations (2012)
- The Interestings (2016)
- The Guernsey Literary and Potato Peel Pie Society (2018)